# Oliver Crawford
Oliver Crawford (Chicago, 12 agosto 1917 – Los Angeles, 24 settembre 2008) è stato uno sceneggiatore e scrittore statunitense.
Ha scritto sceneggiature per Star Trek, Bonanza, Perry Mason e Kraft Television Theatre. Negli anni 1950 è stato inserito nella lista nera di Hollywood.
È inoltre autore del romanzo The Execution (1978), adattato come film per la televisione nel 1985.